# 高禹镇
高禹镇是中华人民共和国浙江省湖州市安吉县一个已撤销的镇，2012年5月8日，浙江省人民政府批复同意撤销高禹镇、良朋镇建制，合并设立天子湖镇。